# HD201707
HD201707 — хімічно пекулярна зоря спектрального класу
A6 й має  видиму зоряну величину в смузі V приблизно  6,4.
Вона  розташована на відстані близько 439,0 світлових років від Сонця.

## Фізичні характеристики
Телескоп Гіппаркос зареєстрував  фотометричну змінність  даної зорі з періодом    0,10 доби в межах від  Hmin= 6,58 до  Hmax= 6,52.